# ۱٬۲-بوتان‌دیول
۱،۲-بوتان‌دیول (به انگلیسی: 1,2-Butanediol) با فرمول شیمیایی C۴H۱۰O۲ یک ترکیب شیمیایی است. که جرم مولی آن ۹۰٫۱۲۱ g/mol می‌باشد. 